# الحزب الاشتراكي العمالي
الحزب الاشتراكي العمالي هو حزب من أيرلندا الشمالية يدافع عن مصالح الكاثوليكيين. كان الحزب الاشتراكي يتمتع بسمعة ممثل للتوجه القومي في أيرلندا الشمالية. ترأس جون هيوم الحزب لمدة 20 سنة قبل أن يتنحى عن منصبه سنة 2005.